# Камбернар
Камбернар (фр. Cambernard) насеље је и општина у јужној Француској у региону Миди Пирене, у департману Горња Гарона која припада префектури Мире.
По подацима из 2011. године у општини је живело 435 становника, а густина насељености је износила 51,3 становника/km². Општина се простире на површини од 8,48 km². Налази се на средњој надморској висини од 220 метара (максималној 230 m, а минималној 192 m).

## Демографија
| 1962. | 1968. | 1975. | 1982. | 1990. | 1999. | 2011. |
| ----- | ----- | ----- | ----- | ----- | ----- | ----- |
| 145   | 145   | 176   | 248   | 308   | 340   | 435   |

График промене броја становника у току последњих година